# Sirajuddin Haqqani
Sirajuddin  Haqqani ({{em alfabeto árabe|سراج الدين حقاني}} aliases Khalifa e Siraj Haqqani; nascido em 1973 ou 1977/78) é um senhor da guerra  e líder militar de origem pashtun do Afeganistão, que está numa insurgência contra as forças estadunidenses e da coalizão, supostamente a partir de uma base dentro do Waziristão do Norte, no Paquistão, a partir da qual, alega-se, que estaria fornecendo abrigo para os (assim chamados) agentes da Al Qaeda. Sirajuddin Haqqani é líder da rede Haqqani, um sub-conjunto da organização talibã, e descendente do clã Haqqani.    Haqqani é atualmente vice-líder sob o comandante supremo do Talibã, Hibatullah Akhundzada. 
A partir de 7 de setembro de 2021, o Ministro do Interior é o Sr. Haqqani, um terrorista internacional procurado pelo FBI e para quem o Departamento de Estado dos EUA está a oferecer uma recompensa de 10 milhões de dólares por informações sobre a sua localização que levarão à sua detenção.